# Monoxenus strandi
Monoxenus strandi là một loài bọ cánh cứng trong họ Cerambycidae.